# Barbourofelidae
Los barbourofélidos (Barbourofelidae) son una familia extinta de mamíferos carnívoros del suborden de los feliformes, que vivieron en Norteamérica, Eurasia y África durante el período Mioceno (hace 20-9 millones de años), existiendo aproximadamente 11 millones de años.

## Evolución
Los barbourofélidos aparecieron inicialmente en el registro fósil del Mioceno inferior de África. Gringsburgsmilus, Syrtosmilus, Afrosmilus, Prosansanosmilus y Vampyrictis son las formas más primitivas, presentes en África y Europa, mientras que Sansanosmilus y Albanosmilus de Eurasia y posiblemente Norteamérica, y Barbourofelis de Norteamérica y Eurasia, corresponden a las formas más derivadas. A finales del Mioceno inferior, se había formado un puente terrestre entre África y Eurasia, permitiendo un intercambio faunístico entre ambos continentes. Los barbourofélidos migraron al menos tres veces desde África hacia Europa (Morlo, 2006).

## Taxonomía
La subfamilia Barbourofelinae fue nombrada por Schultz et al. (1970), y su género tipo es Barbourofelis. Esta fue asignada a la familia Nimravidae por Bryant (1991); y a Carnivora by Morlo et al. (2004).
Los Barbourofelidae fueron clasificados anteriormente como una subfamilia de los también extintos Nimravidae, pero el examen de sus relaciones ha llevado a pensar que son filogenéticamente más cercanos a los actuales Felidae que a Nimravidae, y por lo tanto han sido reclasificados como una familia diferente por Morlo et al. (2004).

### Clasificación
- Género Afrosmilus † Kretzoi, 1929
  - Afrosmilus turkanae †
  - Afrosmilus africanus †
  - Afrosmilus hispanicus †
- Género Albanosmilus † Kretzoi, 1929
  - Albanosmilus jourdani †
  - Albanosmilus whitfordi †
- Género Barbourofelis † Schultz, 1970 (tipo)
  - Barbourofelis fricki †
  - Barbourofelis loveorum †
  - Barbourofelis morrisi †
  - Barbourofelis piveteaui †
- Género Ginsburgsmilus † Morales et al., 2001
  - Ginsburgsmilus napakensis †
- Género Prosansanosmilus † Heizmann et al., 1980
  - Prosansanosmilus eggeri †
  - Prosansanosmilus peregrinus †
- Género Sansanosmilus † Kretzoi, 1929
  - Sansanosmilus palmidens †
- Género Syrtosmilus † Ginsburg, 1978
  - Syrtosmilus syrtensis †
- Género Vampyrictis † Kurten, 1976
  - Vampyrictis vipera †